# Spøttrup Kommune
Spøttrup Kommune i Viborg Amt blev dannet ved kommunalreformen i 1970. Den omfattede den vestlige del af Salling og blev opkaldt efter Spøttrup Borg. Ved strukturreformen i 2007 blev kommunen indlemmet i Skive Kommune sammen med Sallingsund Kommune og Sundsøre Kommune.

## Tidligere kommuner
Spøttrup Kommune blev dannet ved sammenlægning af følgende 8 sognekommuner:
| Kommune           | Folketal 1. januar 1970 | Byer      |
| ----------------- | ----------------------- | --------- |
| Balling-Volling   | 1.071                   | Balling   |
| Brøndum-Hvidbjerg | 692                     | Hvidbjerg |
| Håsum-Ramsing     | 960                     | Ramsing   |
| Krejbjerg         | 484                     |           |
| Lem-Vejby         | 1.080                   | Lem       |
| Lihme             | 869                     | Lihme     |
| Oddense-Otting    | 802                     | Oddense   |
| Rødding           | 1.427                   | Rødding   |
| I alt             | 7.385                   |           |

## Sogne
Spøttrup Kommune bestod af følgende sogne:
| - Balling Sogn (Rødding Herred) - Brøndum Sogn (Hindborg Herred) - Hvidbjerg Sogn (Hindborg Herred) - Håsum Sogn (Rødding Herred) - Krejbjerg Sogn (Rødding Herred) - Lem Sogn (Rødding Herred) - Lihme Sogn (Rødding Herred) | - Oddense Sogn (Hindborg Herred) - Otting Sogn (Hindborg Herred) - Ramsing Sogn (Rødding Herred) - Rødding Sogn (Rødding Herred) - Vejby Sogn (Rødding Herred) - Volling Sogn (Hindborg Herred) |

## Borgmestre[2]
| Periode   | Navn                  | Parti             |
| --------- | --------------------- | ----------------- |
| 1970-1978 | Svend Åge Eriksen     | Radikale Venstre  |
| 1978-1985 | Aksel Pedersen        | Venstre           |
| 1986-1997 | Alex Lind             | Socialdemokratiet |
| 1998-2001 | Anna-Lise Vestergaard | Venstre           |
| 2002-2006 | Peder Christensen     | Socialdemokratiet |

Proprietær Aksel Pedersen, Frammerslev, var formand for Salling Landboforening. Han havde været medlem af Folketinget, valgt i Morsøkredsen, inden han blev borgmester. Lærer Alex Lind blev efter sine 12 år som borgmester medlem af Viborg Amtsråd. Han var medstifter, formand og talsmand for det tværpolitiske fællesskab "Det skæve Danmark", der arbejdede for en mere ligelig udvikling i Danmark. Hans datter, lærer Annette Lind, er medlem af Folketinget for Socialdemokratiet. Lærer Anna-Lise Vestergaard var Aksel Pedersens datter.

## Rådhus
Rødding og Balling var omtrent lige store og kunne ikke blive enige om hvor rådhuset skulle ligge, så man valgte at placere det på Kirke Alle 1 i Ramsing. I Spøttrup var kommunalbestyrelsen nemlig enig om at udviklingen skulle fordeles over alle kommunens byområder og at man ikke som de fleste andre storkommuner ville udpege en "centerby", hvor udviklingen skulle koncentreres.
"Kommunegården" fra 1970 blev revet ned i 2013, og der blev i stedet anlagt bypark på grunden.

## Geografi
Kommunen sluttede mod vest med naturområdet Kås hoved, hvis natur er unik og fredet. Mod syd er det Lem vig der ligeledes et et skønt naturområde med gode vandremuligheder. Mod nord ligger grænsen ved naturområdet Hjerk nord og Vium å. Hertil kommer Limfjorden, der omkranser en stor del af kommunen, og som gennem tiderne har givet egnen gode transportforhold og fiskemuligheder. Landingspladserne var Gyldendal, Sildedrættet på Kås, Ålbæk Strand og Nymølle. Sidstnævnte havde også færgeoverfart til Sillerslev på Mors. 
Spøttrup hovedgård har en central plads såvel historisk som i turistmæssig henseende. Dens centrale rolle som bispesæde under reformationen er kendt landet over. Hertil kommer Bustrup Hovedgård hvis ejer i samme periode var rigsmarsk Tyge Krabbe og Kås Hovedgård med den legendariske Jens Hvas, der trods sin betydningsfulde stilling som skatteopkræver i hele Nordjylland, måtte lide samme skæbne som Skipper Clement i 1536.
Kommunen havde trods sin størrelse ikke mindre end 13 kirker, hvoraf Lihme kirke (Sct. Vincenti) er en af landets ældste kirker. I et brev dateret 17. januar 1176 beklager man sig over kirkens tilstand, der nærmest ligner en ruinhob, sikkert på grund af tårnets tilstand. Altså må skib og kor være bygget mange år før. Lem kirke er bygget omkring 1200 og udmærker sig med de mange smukke friser, der beklæder kirkens ydre. Flere af kirkerne er udsmykket med kalkmalerier, hvor Lihme kirke også skiller sig ud.
I 1924 indviede man Vestsallingbanen, der gav stor vækst til de byer, der blev stationsbyer. Desværre blev banen etableret så sent, at den aldrig fik den store betydning, idet vognmændene i form af rutebiler og lastbiler gav banen konkurrence allerede fra starten. Banen blev nedlagt i marts måned 1966.
Erhvervslivets mastodonter var, udover gårdene og de mange husmandsbrug der var i kommunen, teglværkerne Hostrup, Gyldendal, Nymølle og Grundvad der gav beskæftigelse til en stor del af befolkningen. Da arbejdet på teglværket var sæsonarbejde, supplerede mange indtægten med fjordfiskeri. I 60´erne flyttede arbejdskraften over til møbelfabrikkerne, som dukkede op overalt i kommunen, de fleste i Rødding. Oftest var det etablerede håndværksmestre, der øjnede en chance for at udvide firmaet. Denne æra er nu slut. Samtidigt startede sammenlægningen af de mindre brug til større og større brug, hvorfor landbruget i dag består af nogle få store brug samt mange jordløse husmandssteder, der har været ret populære blandt de unge familier.
Landsbyerne i kommunen fik vækst omkring andelsforetagender som brugs, bager og mejeri (Andelsbyen), for nogle flyttede centret i 1924 til området omkring stationen. Omkring 1970 fik man en stor tilvækst af parcelhuse i næsten alle byer. Siden da er forretningslivet stille sygnet hen til en enkelt eller slet ingen kolonialforretning i byen. Samme vej går det med skolen, der fra mange landbyskoler i 60´erne samles til få centralskoler, der i dag er stærkt på retur, da udviklingen kræver større enheder.